# پلین‌فیلد (آیووا)
پلین‌فیلد (به انگلیسی: Plainfield) شهری در ایالت آیووا کشور ایالات متحده آمریکا است که جمعیت آن در سرشماری سال ۲۰۱۰ میلادی، ۴۳۶ نفر بوده‌است.